# محمد عبد الصمد
محمد قاسم عبد الصمد (1866 - 1954) عالم دين درزي لبناني. من عماطور بقضاء الشوف. تولى مشيخة عقل طائفة الموحدين الدروز في لبنان بعد وفاة حسين حمادة من 16 أغسطس 1946 حتى وفاته في 1954. وكان زاهداً في الدنيا، اتخذ خلوة له بعيداً من مباهجها، فنهج الدين مسلكاً له في الحياة، وعرفت عنه جرأته في اتخاذ المواقف. 

## سيرته
ولد محمد بن قاسم بن سليمان بن أحمد عبد الصمد سنة 1866 في عماطور بقضاء الشوف في بيت الوجاهة والثروة والتقوى، كان والده (1848 - 1912) عضواً في محكمة جزين. فتولى محمد الاشراف على وقف الشيخ محمد حسين عبد الصمد. تولی محمد مشيخة العقل سنة 1946 بعد وفاة حسين حمادة.

وتم الانتخاب من طريق جمع تواقيع من يحق لهم الانتخاب في مضابط، وجرت عملية الانتخاب بما يشبه التزكية، وأعلن عنها في مقام الأمير السيد عبد الله التنوخي في عبيه وأرسل العلم والخبر إلى مقام رئاسة الجمهورية اللبنانية بشارة الخوري.

قال عنه محمد خليل الباشا «فكان في شبابه وكهولته مثالاً في النزاهة والعفة ومكارم الأخلاق... كان شيخاً وقوراً ديّناً...»
توفي في 16 مايو 1954.

## حياته الشخصية
تزوج ابنة عمه ورزق منها ولدين هما: سليمان وسلمى. 